# NGC 3778
NGC 3778 é uma galáxia elíptica (E/SB0) localizada na direcção da constelação de Centaurus. Possui uma declinação de -50° 42' 56" e uma ascensão recta de 11 horas, 38 minutos e 21,4 segundos.
A galáxia NGC 3778 foi descoberta em 31 de Março de 1835 por John Herschel.